# Izabela Nowak (chemik)
Izabela Justyna Nowak (ur. 1969) – polska chemik, prof. dr hab. nauk chemicznych, profesor Zakładu Chemii Stosowanej Wydziału Chemii Uniwersytetu im. Adama Mickiewicza w Poznaniu. Prezes ZG Polskiego Towarzystwa Chemicznego w latach 2019-2021.

## Życiorys
W 1993 ukończyła studia chemiczne na Uniwersytecie im. Adama Mickiewicza w Poznaniu, natomiast 19 grudnia 1997 uzyskała doktorat za pracę pt. Mikro- i mezoporowate sita molekularne modyfikowane związkami niobu, a 30 czerwca 2006 uzyskała stopień doktora habilitowanego na podstawie rozprawy zatytułowanej pt. Synteza, charakterystyka i właściwości katalityczne nanoporowatych materiałów przeznaczonych do procesów utleniania w fazie ciekłej. 5 czerwca 2014 uzyskała tytuł profesora. Jest zatrudniona w Zakładzie Chemii Stosowanej na Wydziale Chemii Uniwersytetu im. Adama Mickiewicza w Poznaniu.
Prowadzone przez nią badania naukowe podzielić można na następujące grupy: synteza nowych materiałów nanoporowatych (w szczególności materiałów na osnowie krzemionki), określenie ich tekstury/struktury oraz modyfikacja ich właściwości powierzchniowych; katalityczna synteza wysokowartościowych chemikaliów; analityka chemiczna przeznaczona do celów chemii kosmetycznej; potencjalne wykorzystanie nanomateriałów w procesach adsorpcyjnych, w tym do celów medycznych.
Przebywała kilkukrotnie na stażach naukowych - między innymi w roku 2001 na rocznym stażu naukowym w Leverhulme Centre for Innovative Catalysis, University of Liverpool, UK (Rohm&Haas stipend), w 2003 roku na stypendium Fulbrighta w Kent State University (KSU), zaś w 2007 była stypendystką Fundacji Kościuszkowskiej (ponowny pobyt w KSU). Była kierownikiem (8) lub wykonawcą (13) wielu projektów centralnie koordynowanych (KBN/MNiSW/NCN/NCBiR, FNNP i innych). Od 2006 roku organizuje "Seminaria z przemysłem kosmetycznym", a także współorganizowała wiele konferencji zagranicznych w Poznaniu (np. Group 5 Conference, Baltsilica-2014, COST Action CM1104, Certification Meetings Chemlab-II). Była także wielokrotnie zapraszana do komitetów naukowych konferencji (np. Nanoporous Materials – NANO w Kanadzie). Jest laureatką wielu nagród: Polskiego Klubu Katalizy dla młodych naukowców (1995); naukowej dla Młodych Badaczy Kapituły Naukowej Miasta Poznania (1998); Fundacji im S. Batorego (1999), Fundacji na Rzecz Nauki Polskiej (1999), Towarzystwa Naukowego Warszawskiego (2005); nagrody Amerykańskiego Towarzystwa Chemicznego/IUPAC „Distinguished Women in Chemistry / Chemical Engineering” (2011), Medalu Okolicznościowego PTChem (2015) oraz kilkukrotnie Rektora UAM. W latach 2008–2012 pełniła na Wydziale Chemii UAM funkcję prodziekana ds. organizacyjnych. Jest recenzentem wielu prac habilitacyjnych i prac doktorskich, promotorem 11 prac doktorskich oraz kierownikiem kilku prac badawczych.
W 2023 została odznaczona Krzyżem Kawalerskim Orderu Odrodzenia Polski.

## Wybrane publikacje
- 1999: Niobium Compounds - Preparation, Characterization and Application in Heterogeneous Catalysis[1]
- 2003: Epoxidation of Cyclohexene on Nb-containing M41S Mesoporous Molecular Sieves[1]
- 2005: Three-dimensional Cubic Mesoporous Molecular Sieves of FDU-1 Containing Niobium - Dependence of Niobium Source on Structural Properties[1]
- 2005: Effect of Texture and Structure on the Catalytic Activity of Mesoporous Niobosilicates for the Oxidation of Cyclohexene[1]
- 2008: Synthesis of niobia nanostructures and their catalytic and photocatalytic activity, [w:][1]
- 2008: Novel nanoporous organic-inorganic hybrid materials containing niobium[1]
- 2011: Metody analityczne do identyfikacji oraz oznaczania wybranych składników kosmetycznych[1]
- 2011: Significance of UV-Vis spectroscopy in in vitro release studies. Znaczenie spektrofotometrii UV-Vis w badaniach biodostępności farmaceutycznej w warunkach in vitro[1]
- 2017: In vivo studies and stability study of Cladophora glomerata extract as a cosmetic active ingredient[1]
- 2017: Development and Optimization of α-pinene-loaded Solid Lipid Nanoparticles (SLN) using Experimental Factorial Design[1]
- 2018: Monoterpenes Based Pharmaceuticals: A Review of Applications in Human Health and Drug Delivery Systems, [in:] Part II: Plant-based pharmaceuticals in human health: review[1]